# Gutach im Breisgau
Gutach im Breisgau – miejscowość i gmina w Niemczech, w kraju związkowym Badenia-Wirtembergia, w rejencji Fryburg, w regionie Südlicher Oberrhein, w powiecie Emmendingen, wchodzi w skład wspólnoty administracyjnej Waldkirch. Leży w Schwarzwaldzie, nad rzeką Wilde Gutach, ok. 12 km na wschód od Emmendingen, przy drodze krajowej B294.

## Współpraca
Miejscowości partnerskie:
- Grumbach – dzielnica Jöhstadt, Saksonia
- Worthing, Wielka Brytania